# Muôn kiếp nhân sinh
Muôn kiếp nhân sinh là một bộ sách về tâm linh do giáo sư John Vũ sáng tác dưới bút danh Nguyên Phong và được công ty First News phát hành năm 2020. Thông qua hành trình trải nghiệm quá khứ qua nhiều kiếp sống của một doanh nhân người Mỹ, tác phẩm bàn về luật nhân quả, sự luân hồi, tái sinh và cuộc sống của con người.
Sau thành công của tác phẩm phóng tác Hành trình về phương Đông, Nguyên Phong nhận được sự chú ý của độc giả Việt Nam qua những ấn phẩm dịch thuật về tâm linh. Điều này đã thu hút sự chú ý của Giám đốc công ty First News Nguyễn Văn Phước, là tiền đề cho quá trình hợp tác lâu dài giữa Nguyên Phong với công ty này. Năm 2017, Nguyên Phong bắt tay vào sáng tác Muôn kiếp nhân sinh. Phần 1 của tác phẩm ra mắt bạn đọc vào năm 2020 và nhanh chóng trở thành một hiện tượng xuất bản, lọt vào danh sách tác phẩm bán chạy của năm và dẫn đầu tại một số nền tảng sách trực tuyến quốc tế. Thành công của phần 1 đã thúc đẩy sự ra đời của phần 2, được phát hành chỉ một năm sau đó, tiếp tục tạo nên cơn sốt xuất bản ngay giữa tâm điểm đại dịch COVID-19 bùng phát ở Việt Nam. Phần 3 được phát hành vào tháng 6 năm 2023.
Tại thị trường nội địa, Muôn kiếp nhân sinh nhận được nhiều đánh giá tích cực từ các nhà văn, nhà phê bình, nhà báo, bên cạnh những đánh giá tiêu cực cho rằng nó "khó tiếp nhận". Tác phẩm được Hội đồng Phát triển Sách Doanh nhân của báo điện tử Doanh Nhân Sài Gòn lựa chọn vào danh sách "100 quyển sách đáng có trong tủ sách doanh nghiệp". Ngoài phiên bản sách giấy, tác phẩm còn được phát hành thông qua phiên bản sách nói. Một số phiên bản Muôn kiếp nhân sinh đã bị làm giả, buộc nhà sản xuất phải nhờ sự can thiệp pháp lý. Một cuộc đấu giá các ấn phẩm đặc biệt đã được tổ chức vào cuối tháng 8 năm 2021 nhằm quyên góp tiền cho công tác phòng chống đại dịch COVID-19 tại Thành phố Hồ Chí Minh và các tỉnh lân cận.

## Chủ đề và nội dung
| “              | Luật luân hồi và luật nhân quả đã tạo nhân duyên để người này gặp người kia. Gặp nhau có khi là duyên, có khi là nợ; gặp nhau có lúc để trả nợ, có lúc để nối lại duyên xưa. Có biết bao việc diễn ra trong đời, tưởng chừng như là ngẫu nhiên nhưng thật ra đã được sắp đặt từ trước. | ” |
| — Nguyên Phong | |   |

Muôn kiếp nhân sinh là câu chuyện về hành trình trải nghiệm quá khứ tiền kiếp của doanh nhân tài chính Mỹ tên Thomas, được thể hiện dựa trên các quan điểm nhân sinh, quan niệm về nguồn gốc, cách vận hành của luật nhân quả, quy luật luân hồi của vũ trụ, nhưng kết hợp với những kiến thức về khoa học, triết học, lịch sử và văn hóa. Thomas được mô tả là một kiểu người thực dụng, không tin vào những điều thần bí. Tuy nhiên, đến một ngày, vị doanh nhân này gặp nạn trong một cơn bão tuyết và tình cờ gặp được người đàn ông bí ẩn tên Kris. Thomas được Kris giúp đỡ và được hướng dẫn cách đi vào trong tiềm thức, quay về các kiếp sống trước của mình.
Trong phần 1 của Muôn kiếp nhân sinh, Thomas trải qua kiếp sống đầu tiên ở nền văn minh Atlantis, nơi ông là một con người thuộc dòng dõi Arya. Là một con người tham lam, ích kỷ, ông đã dùng tà thuật nhằm chiếm đoạt người thánh nữ ở đền thờ Thái Dương. Mãi cho đến khi nền văn minh Atlantis chìm dần trong biển nước, Thomas mới có được lòng trắc ẩn, tình thương dành cho người thánh nữ này. Tuy nhiên, với tội lỗi gây ra, ông phải hóa kiếp thành sâu bọ trong vài nghìn năm trước khi quay trở lại hình dạng con người, trong hình hài một Pharaoh của nền văn minh Ai Cập. Tại đây, Thomas có dịp gặp gỡ người con gái tên Cihone, hiện thân của người thánh nữ trong kiếp sống tại Atlantis. Sống bên cạnh Cihone, ông học được nhiều điều về tình yêu và đức hy sinh, đồng thời nảy sinh tình cảm với cô.
Trong phần 2 của Muôn kiếp nhân sinh, Thomas tiếp tục chu du về nền văn minh Assyria, nơi ông hóa thân thành một cô gái thông minh. Vì tính cách ương ngạnh nên ông bị gả cho một người chồng vũ phu để đổi lấy của hồi môn. Sau nhiều khổ đau ở gia đình chồng, cuối cùng ông chọn sống một cuộc đời cô độc. Tiếp sau đó, ông du hành đến nền văn minh Hy Lạp cổ. Tại đây, Thomas chịu kiếp sống nô lệ, yêu đơn phương con gái của chủ nhân nhưng lại bị chính người con gái này đẩy vào ngục. Bên cạnh hành trình qua các tiền kiếp của nhân vật Thomas, phần này còn tập trung mô tả về những cuộc chinh phạt của Alexandros Đại đế, ký ức của trận chiến thành Troia qua góc nhìn của vị anh hùng Achilles, cũng như hành trình của linh hồn qua các cõi giới khác nhau.
Phần 3 của Muôn kiếp nhân sinh nhấn mạnh hơn về khía cạnh đạo đức con người.

## Hoàn cảnh ra đời và sáng tác
Giáo sư John Vũ, tên thật là Vũ Văn Du, sinh năm 1950 tại Hà Nội. Năm 1968, ông sang Hoa Kỳ du học và tốt nghiệp cao học ở hai ngành Sinh vật học và Điện toán. Bên cạnh vai trò kỹ sư tại hãng Boeing trong hơn 20 năm, ông còn là một nhà nghiên cứu tại Đại học Carnergie Mellon và Đại học Seattle, cũng như giảng dạy tại một số trường đại học quốc tế ở nhiều quốc gia trên thế giới. Năm 1974, với bút danh Nguyên Phong, ông phóng tác tác phẩm Life and Teaching of the Masters of the Far East của nhà văn Baird T. Spalding, lấy tên là Hành trình về phương Đông – một tác phẩm được bạn đọc Việt Nam yêu thích trong nhiều năm. Vào năm 2019, phiên bản phóng tác này của Nguyên Phong được hai dịch giả Poven Leace và Biện Giang từ Nhà xuất bản BookSurge tại New York mua bản quyền và dịch ngược sang tiếng Anh, lấy nhan đề Journey to the East. Tên của Nguyên Phong được đặt ở ngoài bìa với tư cách là một tác giả. Tại Hoa Kỳ, cuốn sách này được phát hành song song với tác phẩm gốc của Spalding. Với bút danh Nguyên Phong, giáo sư John Vũ còn là dịch giả của nhiều cuốn sách tâm linh nổi tiếng với độc giả ở Việt Nam như Ngọc sáng trong hoa sen, Bên rặng tuyết sơn, Huyền thuật và các đạo sĩ Tây Tạng, Minh triết trong đời sống, Đường mây trong cõi mộng...
Những cuốn sách do Nguyên Phong dịch đã khiến Giám đốc công ty First News Nguyễn Văn Phước chú ý tới. Ông muốn tìm hiểu xem vị dịch giả nổi tiếng này là ai. Trong suốt nhiều năm, Nguyễn Văn Phước và cộng sự đã tìm nhiều cách để liên lạc với Nguyên Phong, bất chấp vị dịch giả này đã rời Việt Nam sau biến cố 30 tháng 4 năm 1975. Sau rất nhiều nỗ lực, cuối cùng Nguyễn Văn Phước cũng có thể liên lạc được với ông qua điện thoại. Sau cuộc trò chuyện, Nguyên Phong đã đồng ý để First News sở hữu toàn bộ bản quyền các tác phẩm dịch thuật của mình.
Năm 2016, Nguyễn Văn Phước đã đề nghị Nguyên Phong viết một quyển sách về nhân quả nhằm "cảnh báo và thức tỉnh con người", trong một thế giới mà theo ông, "còn quá nhiều áp bức, bất công và điều ác đang diễn ra". Dịch giả Nguyên Phong đã kể lại cho ông nghe về câu chuyện về trải nghiệm tiền kiếp kỳ lạ của một vị doanh nhân thành đạt sống ở New York mà Nguyên Phong từng có dịp gặp gỡ ở Đại học Đài Bắc vào năm 2008. Sau cuộc điện thoại với Nguyễn Văn Phước, Nguyên Phong đã đến New York tái ngộ vị doanh nhân này và đề nghị chuyển thể những câu chuyện của ông trở thành một cuốn sách. Cuốn sách được viết vào năm 2017 và hoàn thành đầu năm 2020, lấy nhan đề là Muôn kiếp nhân sinh. Việc chuyển in tác phẩm được tiến hành vào tháng 4 năm 2020. Trước đó, vào tháng 12 năm 2019, bản quyền cuốn Muôn kiếp nhân sinh đã được chính tác giả Nguyên Phong trao tặng First News nhân dịp kỷ niệm 25 năm thành lập công ty này.
Trong trang cuối của Muôn kiếp nhân sinh, tác giả Nguyên Phong đã giải thích lý do ông viết tác phẩm này: "Tôi quyết định viết cuốn sách này bằng tiếng Việt – ngôn ngữ đồng bào, đất nước thân thương trong tim tôi". Ngay trong năm 2020, khi bản thảo của Muôn kiếp nhân sinh hoàn tất, tác giả Nguyên Phong tiếp tục bắt tay vào thực hiện phần 2 của cuốn sách. Ông cũng trực tiếp tham gia vào quá trình chỉnh sửa bản thảo cùng với đội ngũ biên tập First News.

## Phát hành và tiếp nhận
Ngay khi có giấy phép phát hành vào ngày 22 tháng 5 năm 2020, Muôn kiếp nhân sinh đã nhận được sự quan tâm lớn của độc giả Việt Nam. Trong vòng chưa đầy 1 tháng sau khi xuất bản, tác phẩm đã tái bản tổng cộng 9 lần, bán ra hơn 68.000 bản. Sau 45 ngày phát hành, tác phẩm chạm mốc 100.000 bản. Phiên bản sách nói của tác phẩm được phát hành vào ngày 18 tháng 8 trên ứng dụng VoizFM. Quá trình thực hiện sách nói kéo dài trong 3 tháng, thông qua giọng đọc của MC Đông Quân. Theo Giám đốc First News Nguyễn Văn Phước, sau khi xuất bản ở Việt Nam, sách đã được một số nhà xuất bản ở Đài Loan liên hệ mua bản quyền xuất bản sang tiếng Trung. Cũng theo ông, sau khi phát hành sang tiếng Trung, sách sẽ được phát hành sang tiếng Anh và các ngôn ngữ khác.
Sau hơn 2 tháng phát hành, Muôn kiếp nhân sinh phá kỷ lục xuất bản ở Việt Nam với 16 lần tái bản, với 180.000 bản bán ra và liên tục dẫn đầu danh sách bán chạy của một số nhà sách ở Việt Nam. Con số này là 200.000 bản sau 4 tháng phát hành và sau 6 tháng, Muôn kiếp nhân sinh đã bán ra tổng cộng 240.000 bản. Tác phẩm được truyền thông Việt Nam đánh giá là một "hiện tượng xuất bản" trong năm 2020 và còn được một số nghệ sĩ, người nổi tiếng tại Việt Nam như doanh nhân Nguyễn Thị Phương Thảo, diễn viên Trương Ngọc Ánh đề xuất, trở thành một trong những cuốn sách bán chạy của năm. Tại các nền tảng sách trực tuyến quốc tế, Muôn kiếp nhân sinh cũng lọt vào danh sách những cuốn sách triết học được có nhiều bạn đọc nhất, danh sách những cuốn sách mới bán chạy nhất thể loại Kindle Ebook trên Amazon ở Mỹ và châu Âu.
Sau thành công của Muôn kiếp nhân sinh, ngày 6 tháng 5 năm 2021, First News và tác giả Nguyên Phong tiếp tục cho ra mắt phần 2 của cuốn sách. Tác phẩm được phát hành đồng thời tại Việt Nam và Hoa Kỳ, trở thành cuốn sách tiếng Việt đầu tiên phát hành cùng lúc tại hai nước. Phần này gồm 568 trang in màu và 40 trang phụ bản, phát hành đồng thời với hai phiên bản sách in và sách nói. Được phát hành giữa lúc đại dịch COVID-19 bùng phát mạnh ở Việt Nam, Muôn kiếp nhân sinh phần 2 đã tạo nên cơn sốt khi được nhiều độc giả Việt Nam ở trong nước và hải ngoại tìm đọc. Một đoạn trích trong tác phẩm đã được đưa vào đề thi thử trung học phổ thông quốc gia năm 2021. Sau 3 tuần phát hành, phần 2 của cuốn sách cán mốc 100.000 bản bán ra. Nhân dịp này, bản audio miễn phí của Muôn kiếp nhân sinh đã được phát hành miễn phí đến độc giả Việt trong 1 tháng.
Cuối tháng 8 năm 2021, First News đấu giá thành công 16 ấn bản đặc biệt của Muôn kiếp nhân sinh, với 550 cuốn giới hạn được bọc da nhân tạo, trong số này có 4 cuốn có ký hiệu riêng. Toàn bộ số tiền thu được từ hoạt động đấu giá được phục vụ cho công tác phòng chống đại dịch COVID-19 ở Thành phố Hồ Chí Minh và các tỉnh lân cận. Tháng 11 năm 2021, bộ sách Muôn kiếp nhân sinh được Hội đồng Phát triển Sách Doanh nhân của báo điện tử Doanh Nhân Sài Gòn lựa chọn vào danh sách "100 quyển sách đáng có trong tủ sách doanh nghiệp".

### Đánh giá
Nhận xét về Muôn kiếp nhân sinh, nhà văn Trang Hạ cho biết: "Đây là một cuốn sách đặc biệt có sức cuốn hút mà một khi đã cầm lên bạn phải đọc một mạch, không bỏ xuống được [...] Và đây là cuốn sách mà bạn không chỉ đọc một lần. Rất nên cần những lần đọc lại để chiêm nghiệm, suy nghĩ và thẩm thấu những bài học, những kiến thức mà không thể tìm thấy ở bất kỳ cuốn sách nào khác". Viết cho báo điện tử Tuổi Trẻ, tác giả Huỳnh Lê Khánh thừa nhận đây là một quyển sách "không dứt ra được", đồng thời khẳng định Muôn kiếp nhân sinh là một bức tranh tổng quát, đủ rộng về các nền văn minh nhân loại được thể hiện "bằng văn phong gãy gọn, giản đơn dễ hiểu", qua đó "cảnh tỉnh và hun đúc một thái độ sống hướng thiện" trong mỗi con người. Còn tác giả Thiên Ca của tạp chí điện tử Elle Việt Nam thì coi tác phẩm như "một cuốn sách mang tính hàn gắn và chữa lành trong một thế giới quá nhiều tổn thương bởi dịch bệnh, chia rẽ, thảm họa tự nhiên và nguy cơ chiến tranh".
Tác giả Nguyễn Mai Dung trên báo điện tử Thanh Niên cho rằng về tổng thể thì Muôn kiếp nhân sinh "khá rời rạc, phân mảnh", "lơ lửng không đầu không cuối" và "chưa phải câu chuyện hoàn chỉnh", nhưng độc giả sẽ cảm nhận được nhiều điều nếu đọc hết toàn bộ tác phẩm. Trong khi đó, nhà thơ Nguyễn Phong Việt thừa nhận tác phẩm có một số chi tiết khiến anh "choáng váng" vì "quá phi lý và rất khó tiếp nhận trong đời thật". Anh cho rằng tuy những diễn giải về luật nhân quả, sự tha thứ và bao dung đều tồn tại sẵn có trong mỗi con người, nhưng khi đưa chúng vào những thể loại sách khó đọc về tầng nghĩa thì độc giả sẽ cảm thấy "rất khó để tiếp nhận và thấu hiểu được" khi chưa có đủ trải nghiệm.

## Pháp lý
Cuối tháng 8 năm 2020, nhiều độc giả của Muôn kiếp nhân sinh tại Việt Nam phản ánh về việc tác phẩm bị nhiều lỗi in ấn khi họ đặt mua từ một số sàn thương mại điện tử. Nhiều người sau khi biết được đây là sách giả đã yêu cầu bồi hoàn nhưng bên bán không đồng ý. Theo Giám đốc First News Nguyễn Văn Phước, bên cạnh những đặc điểm cơ bản, sách Muôn kiếp nhân sinh thật còn có 16 trang với 4 màu, in những câu nói nổi bật của các nhân vật chính trong tác phẩm, trong khi sách giả chỉ có hai màu đen trắng. Trên sàn thương mại điện tử Lazada, sách giả có giá trị thấp hơn từ 48% đến 50% so với giá sách gốc. Ngày 4 tháng 9 năm 2020, First News nộp đơn kiện Lazada lên Tòa án nhân dân quận 1, Thành phố Hồ Chí Minh, yêu cầu sàn thương mại điện tử này phải tháo gỡ thông tin sách giả trên các gian hàng của mình, đồng thời có biện pháp ngăn ngừa việc buôn bán sách giả trên hệ thống.
Năm 2021, sau khi phần 2 của Muôn kiếp nhân sinh chính thức được mở bán không bao lâu thì sách giả của tác phẩm này tiếp tục xuất hiện trên các sàn thương mại điện tử và các trang mạng xã hội và tại một số nhà sách ở Hà Nội. Sau khi phát hiện vụ việc, phía First News đã thu thập chứng cứ và gửi đến cơ quan công an thành phố Hà Nội để yêu cầu xử lý.